# 岩崎勇二
岩崎 勇二（いわさき ゆうじ、1972年6月18日 - ）は、日本の元サッカー選手、指導者。現役時代のポジションはミッドフィールダー。

## 来歴
古河第一高校を卒業後の1991年、日本サッカーリーグの東日本JR古河サッカークラブ（後のジェフユナイテッド市原）に加入。JR古河時代、市原時代を含めてトップチームでの出場機会はなかった。その後、プリマハム土浦でプレーした後に引退した。
1992年から母校の古河第一高校でコーチを務めるなどサッカー指導者として活動し、2007年から育成年代のサッカークラブ・FC古河の代表兼監督を務めている。このほか、茨城県クラブユース連盟の理事や理事長、関東クラブユースサッカー連盟理事などの役職を歴任している。

## 指導歴
- 1992年 - 1994年 古河第一高校 コーチ[2]
- 1994年 - 2007年 アズーサッカークラブ コーチ[2]
- 2000年 - 2005年 茨城県クラブトレセン 監督[2]
- 2005年 - 2014年 茨城県トレセン スタッフ[2]
- 2007年 - FC古河 監督[2]
- 2005年 - 2014年 古河第一高校 外部コーチ[2]
- 2015年 メニコンカップ2015東西対抗戦 オールイースト コーチ[2]

## 個人成績
| 国内大会個人成績 | 国内大会個人成績 | 国内大会個人成績 | 国内大会個人成績 | 国内大会個人成績 | 国内大会個人成績 | 国内大会個人成績 | 国内大会個人成績 | 国内大会個人成績 | 国内大会個人成績 | 国内大会個人成績 | 国内大会個人成績 |
| 年度             | クラブ           | 背番号           | リーグ           | リーグ戦         | リーグ戦         | リーグ杯         | リーグ杯         | オープン杯       | オープン杯       | 期間通算         | 期間通算         |
| 年度             | クラブ           | 背番号           | リーグ           | 出場             | 得点             | 出場             | 得点             | 出場             | 得点             | 出場             | 得点             |
| 日本             | 日本             | 日本             | 日本             | リーグ戦         | リーグ戦         | リーグ杯         | リーグ杯         | 天皇杯           | 天皇杯           | 期間通算         | 期間通算         |
| ---------------- | ---------------- | ---------------- | ---------------- | ---------------- | ---------------- | ---------------- | ---------------- | ---------------- | ---------------- | ---------------- | ---------------- |
| 1991-92          | JR古河           |                  | JSL1部           | 0                | 0                | 0                | 0                | 0                | 0                | 0                | 0                |
| 1992             | 市原             | -                | J                | -                | -                | 0                | 0                | 0                | 0                | 0                | 0                |
| 通算             | 日本             | 日本             | J                | 0                | 0                | 0                | 0                | 0                | 0                | 0                | 0                |
| 通算             | 日本             | 日本             | JSL1部           | 0                | 0                | 0                | 0                | 0                | 0                | 0                | 0                |
| 総通算           | 総通算           | 総通算           | 総通算           | 0                | 0                | 0                | 0                | 0                | 0                | 0                | 0                |